# 青海野青茅
青海野青茅（学名：Deyeuxia kokonorica）为禾本科野青茅属下的一个种。

## 扩展阅读
- 維基物種上的相關：青海野青茅